# まん☆だん太郎
まん☆だん太郎（まんだんたろう、本名：山口 毅（やまぐち たけし）1972年7月15日 - ）は、フリーの日本のピン芸人。滋賀県出身。旧芸名は「スパルタ教育」。

## 芸風
- 全身赤タイツを身にまとい、画用紙やフリップで広告、参考書、番組表などの表記を紹介しながら突っ込んで行く。

## 略歴
- 1993年、同級生とコンビを結成。その後、相方がアルバイト先の正社員となり解散。
- 1997年、東京NSCに3期生として入学し翌年卒業。その後、6人組のお笑いグループ「バッハ666」のメンバーとして活動していた。
- 2000年9月、ピン芸人「スパルタ教育」としてデビュー。
- 2006年、所属していたニュースタッフエージェンシーを離れ、過激な下ネタや差別用語の多い極めてブラックな漫談を行うようになる。
- 2007年12月20日、動画サイトにアップロードされた映像から波紋を呼びブログが炎上、閉鎖。公式サイトには「お笑いのネタとはいえ、行き過ぎた言動、常識的に考えて目に余る行為だったと今更ながら気づかされました」との謝罪文とともに、無期限活動停止を宣言。
- 2008年2月14日、活動再開を公式サイトで発表する。
- 現在は「まん☆だん太郎」という芸名で活動中。2014年よりノーリーズンに所属。
- 2020年現在、フリーで活動している。

## 出演番組・作品
- いずれも過去の出演

### テレビ
- エンタの神様（日本テレビ系）- キャッチコピーは「異色の熱血芸人」・2回出演
- 爆笑オンエアバトル（NHK）戦績0勝1敗 最高313KB
- わらいのじかん（テレビ朝日系）- バッハ666の一員として出演
- 笑いの金メダルjr. くりぃむ杯（テレビ朝日系）
- 爆笑問題のバク天!（TBS系）

### 本
- 教科書にのっているヘンな英語（インデックス・コミュニケーションズ）※絶版